# كوهار غاسباريان
كوهار غاسباريان (بالأرمينية: Գոհար Գասպարյան) هي شخصية تلفزيونية وصحفية. تعمل حاليًا في التلفزيون العام بأرمينيا. هي أيضًا رئيسة الوفد الأرمني في مسابقة الأغنية الأوروبية ومسابقة الأغنية الأوروبية للأطفال منذ عام 2010.

## روابط خارجية
- كوهار غاسباريان على موقع IMDb (الإنجليزية)

- Official website
- Official Facebook page